# Оксид марганца(II)
Окси́д ма́рганца(II) (монооксид марганца) — MnO — низший оксид марганца, монооксид.

## Физические свойства
Температура плавления 1569 °C. При 3127 °C возгоняется с диссоциацией).
Известны две сингонии кристаллов оксида марганца(II):
- кубическая (а = 0,4448 нм);
- гексагональная модификация (устойчивая до 155,3 °C);

Антиферромагнетик с точкой Нееля 122 К, полупроводник. Молярная масса 70,94 г/моль.
Цвет кристаллов — зелёный или серо-зелёный. У кубической сингонии плотность 5,18 г/см3.

## Химические свойства
Проявляет преимущественно осно́вные свойства. К примеру, легко растворяется в кислотах с образованием солей марганца(II).
Не растворим в воде. Легко окисляется с образованием хрупкой оболочки MnO2. Восстанавливается до марганца при нагревании с водородом или активными металлами. Так, реакция с натрием протекает уже при комнатной температуре, а для проведения алюмотермии требуется нагревание. Также оксид марганца(II) может быть восстановлен углеродом или угарным газом при высокой температуре.
Является сильным восстановителем — при повышенной температуре окисляется даже углекислым газом. Бромом окисляется до диоксида марганца, пероксидами — до манганатов(VI).

## Геологические свойства
В природе встречается редко. Входит в состав минерала манганозита.

## Получение
Оксид марганца(II) можно получить прокаливанием при температуре 300 °C кислородсодержащих солей марганца(II) в атмосфере инертного газа.
Из распространённого MnO2 его получают через частичное восстановление при температурах 700—900 °C водородом или угарным газом.
Взаимодействие марганца с кислородом:
{\displaystyle {\ce {2Mn + O_2 -> 2MnO}}}
Также реакцией оксида марганца(IV) и щавелевой кислотой:
{\displaystyle {\ce {MnO2 + C2H2O4 -> MnO + H2O + 2CO2}}}

## Применение
Применяется как катализатор при дегидрогенизации пиперидина.
Используется для десульфуризации металлов.
Компонент многих керамических материалов.
Соли марганца(II) широко используются как катализаторы окислительных процессов. Например, добавление солей в льняное масло ускоряет окисление последнего кислородом воздуха, таким образом ускоряя высыхание краски. Льняное масло, содержащее соли марганца(II) (сиккатив), называют олифой.

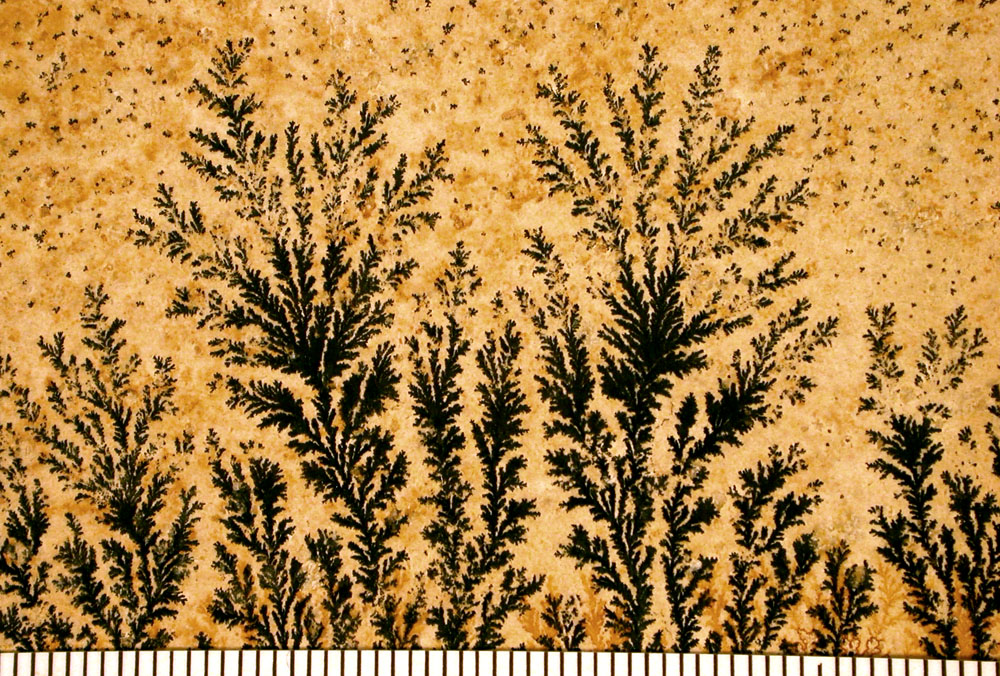
Фотография среза минерала. Дендриты оксидов марганца. Шкала — миллиметровая